# Harry J. Anslinger
Harry Jacob Anslinger (20. maj 1892 – 14. november 1975) var en amerikansk diplomat.
I 1926 fik han ansvaret for bekæmpelsen af den illegale alkoholimport til USA og blev i 1929 vice-chef for den myndighed, som skulle kontrollere alkoholforbudet i landet. Efter forbudstiden blev han udnævnt til chef for narkotikabekæmpelsen.
Anslinger skiftede efter forbudstiden diametralt mening om cannabis og beskyldes i en bog om ham, for at have taget dette standpunkt, blot for at berettige hans bureau og ham selv.
Han spillede i mange år en ledende rolle i FN's Narkotikakommission.